# 社會權
社會权益（英語：Social rights）係指憲法為確保個人在社會中享有健全生活的基本條件，所賦予個人的各種權利類型的保障，其性質上有別於傳統以防禦國家干預為主要訴求之自由權的個別基本權力類型。
社會權包括生存權、工作權、受教育之權、受健康照顧之權、環境權及文化權等。這些權利涉及政府資源的投入，與單純避免政府不當侵犯的防禦權性質不同，也較容易引起適用上的爭議。